# CityJet
"BE APPRECIATED"
CityJet (code AITA : WX ; code OACI : BCY) est une compagnie aérienne régionale irlandaise dont le siège est à Swords, dans la banlieue de Dublin.
Elle opère principalement sur l'aéroport de London-City sous sa propre marque mais aussi dans le cadre d'un partenariat avec les compagnies Air France, qui en était la principale propriétaire jusqu'en mai 2014, lorsque CityJet a été vendue à des propriétaires allemands Intro aviation, SAS, KLM et Brussels Airlines.
La compagnie aérienne possède et exploite également des installations de maintenance à l'aéroport de Dublin.

## Histoire

### Premières années

Premier logo de la compagnie CityJet en 1992.

La compagnie aérienne a été créée le 28 septembre 1992 et a commencé ses activités le 10 janvier 1994, jour du premier vol régulier de la compagnie en BAe 146 immatriculé EI-JET .
Elle a été fondée par Pat Byrne et a commencé des opérations entre l'aéroport de Londres et de Dublin en vertu d'un accord de franchise avec Virgin Atlantic Airways.
Le 4 juillet 1997, la compagnie a commencé ses opérations à l'aide de sa propre identité, avec des avions Saab 2000 et BAe 146.
Initialement, CityJet a exploité la ligne Paris-Londres, pour le compte d'Air France.
En mai 1999, en partenariat avec Air Foyle Irlande, Air France a pris une participation de 25% dans la compagnie aérienne. En février 2000, Air France a pris le contrôle complet. La compagnie aérienne à partir de ce moment a été exploité par Air France sous le nom de CityJet.

Un des Logos de la compagnie CityJet.

Ancien logo sous Air France.

Geoffrey O'Byrne White a remplacé Jacques Bankir en tant que PDG de CityJet en 2000 et a occupé ce poste jusqu'en 2010.
Le 24 décembre 2007, Air France-KLM a annoncé qu'elle avait signé un accord pour une prise de contrôle complète de VLM Airlines NV de Panta Holdings et a annoncé le 28 mai 2009 que VLM Airlines commencerait progressivement à fonctionner sous le nom de marque CityJet. À compter du 1er juin 2010, l'ensemble de la flotte de Fokker 50 de VLM Airlines portait livrée CityJet, VLM bien resté le propriétaire de son propre certificat d'opérateur, et la flotte de Fokker 50 est cotée sur le registre belge.
CityJet a déposé une perte avant impôts de 51,5 millions € pour l'année à la fin de mars 2010. Cette comparativement à une perte 53,9 millions € dans l'année à fin mars 2009. Les revenus ont diminué de 8 pour cent à partir de 282 400 000 € à 258 900 000 € au cours de la même période. Le nombre de passagers a augmenté, passant de 6,5 pour cent à 2,1 millions, tandis que les tarifs moyens ont baissé de 16 pour cent. Christine Ourmières rejoint en tant que nouveau directeur général le 1er octobre 2010. Elle a auparavant occupé plusieurs postes de direction au sein du groupe Air France-KLM groupe. Dans l'année IATA se terminant le 31 mars 2010, CityJet effectué un peu plus de 1 million de passagers sur son Réseau des villes de Londres.

### Développements récents
En juin 2012, il a été annoncé qu'Air France-KLM envisageait de vendre CityJet pour soutenir sa propre entreprise en difficulté, avec une nouvelle déclaration en avril 2013, précisant que le soumissionnaire gagnant sera annoncé à l'été 2013
En octobre 2013, l'accord opérationnel avec Air France a été remplacé par un partage de code. Depuis cette date, CityJet exploite la plupart des routes sous son propre code WX, au lieu d'Air France.[réf. nécessaire] En décembre 2013, Air France a annoncé qu'elle allait vendre CityJet ainsi que VLM Airlines à l'investisseur allemand Intro Aviation. Le transfert a été achevé en mai 2014. La filiale CityJet VLM Airlines a été acheté par sa propre gestion et se couper lâche de CityJet. Toutefois, ils resteront itinéraires de vol en tant qu'opérateur ACMI pour CityJet au moins jusqu'en été 2015.
Il a été annoncé en novembre 2014, que les routes CityJet de Cardiff à Edimbourg et Paris-Orly devaient être exploité par Stobart Air, à partir du 1er décembre 2014. Cependant, ces deux routes cesseront d'être exploitées en juin 2015, depuis que Flybe dessert les mêmes routes, soutenu par l'exploitant des aéroports.
En juin 2015, CityJet a annoncé l’arrêt de ses rotations vers Dresde, la dernière des quatre destinations allemandes, en raison de la faible demande.
En octobre 2015, Scandinavian Airlines (SAS) a annoncé qu'il allait vendre sa filiale finlandaise Blue1 de CityJet, qui pourra toutefois continuer à exploiter l'entreprise au nom de SAS dans le cadre d'une coopération plus large.
En mai 2019, CityJet et la KLM s'unissent pour créer une compagnie aérienne basée à l'aéroport d'Anvers, Air Antwerp. CityJet détient 75 % de la compagnie.
En 2020, La flotte de CityJet comprend 20 avions CRJ900 opérant à partir des bases de Copenhague et Dublin.

## Destinations
CityJet opère principalement en wet lease pour les compagnies Air France (au départ de Paris-Charles de Gaulle), SAS (au départ d'Helsinki), KLM (au départ d'Amsterdam-Schiphol) et de Brussels Airlines (au départ de Bruxelles). Elle opère également sous son propre nom avec un partage de code-accord avec Air France et KLM. L'un de ses principaux concurrents est BA CityFlyer.

## Flotte
En date du 2 janvier 2019, la flotte CityJet se composait des avions suivants :
Aujourd'hui, la flotte est composée uniquement de Bombardier CRJ900 et CRJ-1000.

## Commandites
- CityJet est le « transporteur officiel » du Leinster Rugby[19].

## Galerie photographique

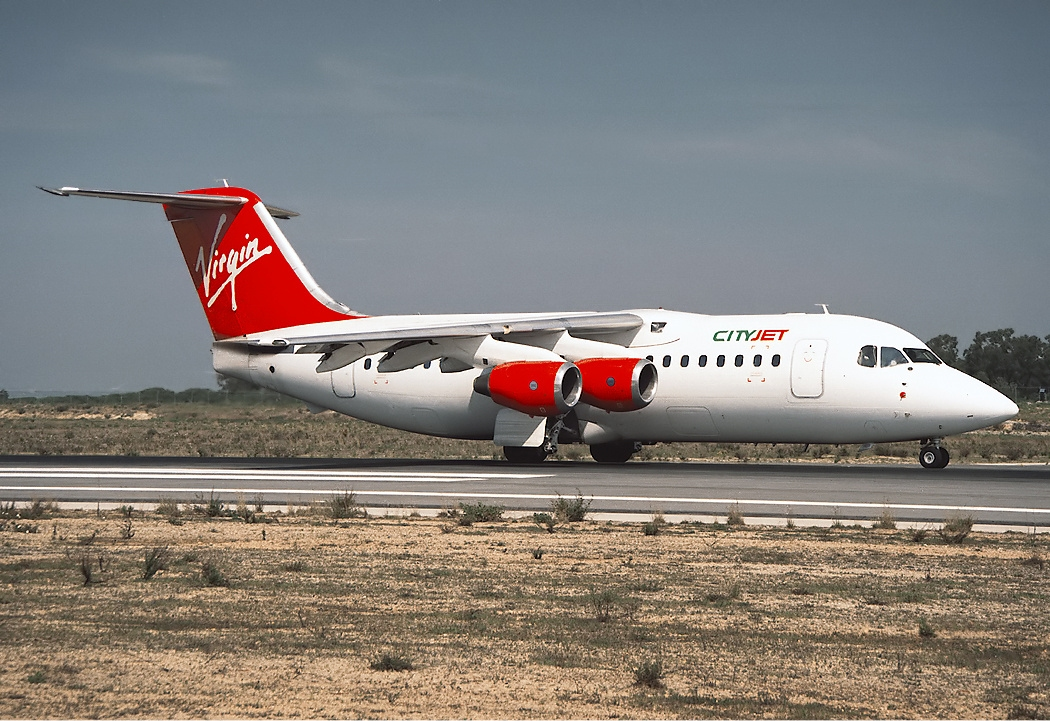
BAe 146-200 de CityJet sous licence Virgin Atlantic en 1996.
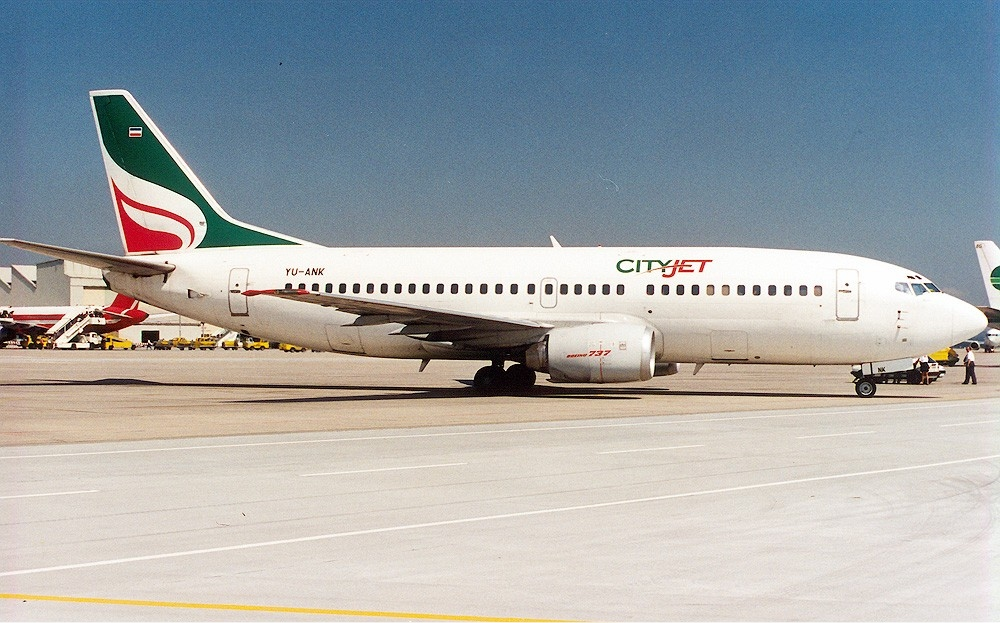
Boeing 737-300 CityJet YU-ANK en 1996.
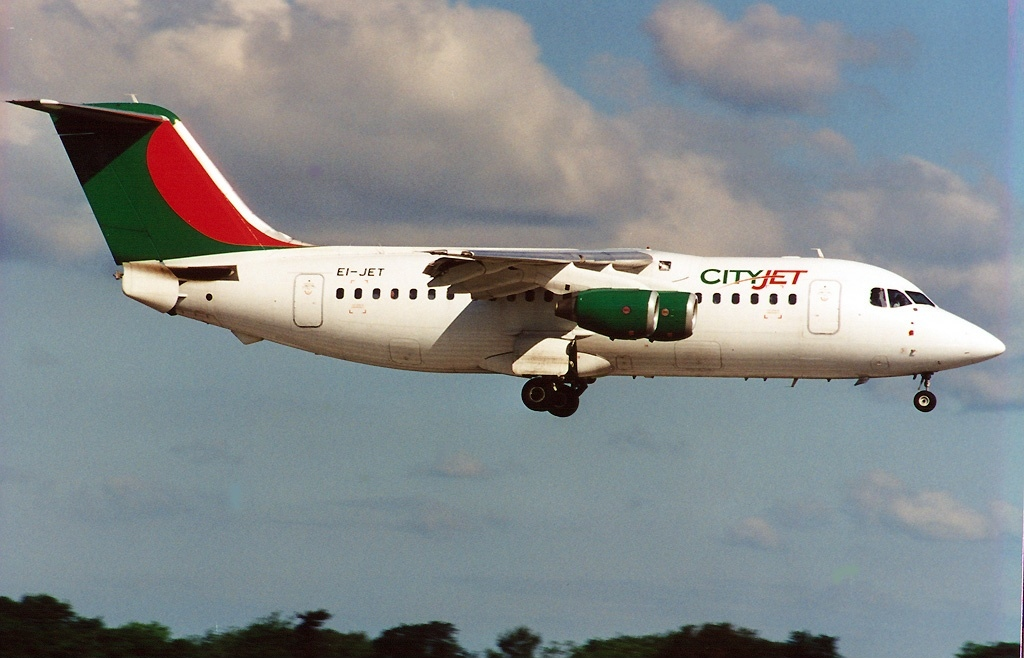
British Aerospace BAe-146-200 EI-JET de CityJet en 1996.
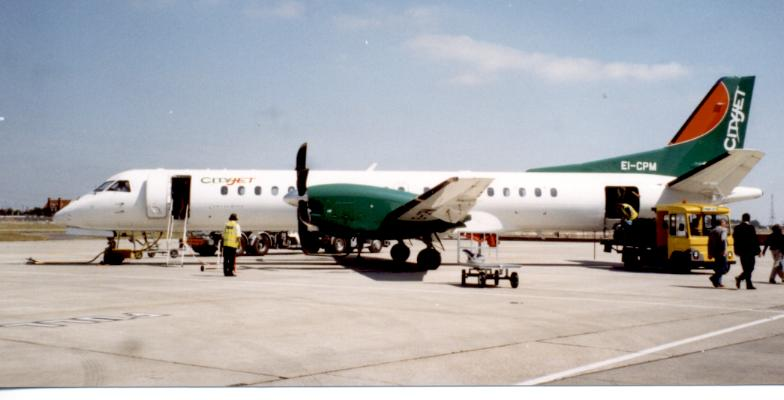
Saab 2000 EI-CPM de City_Jet en 1998
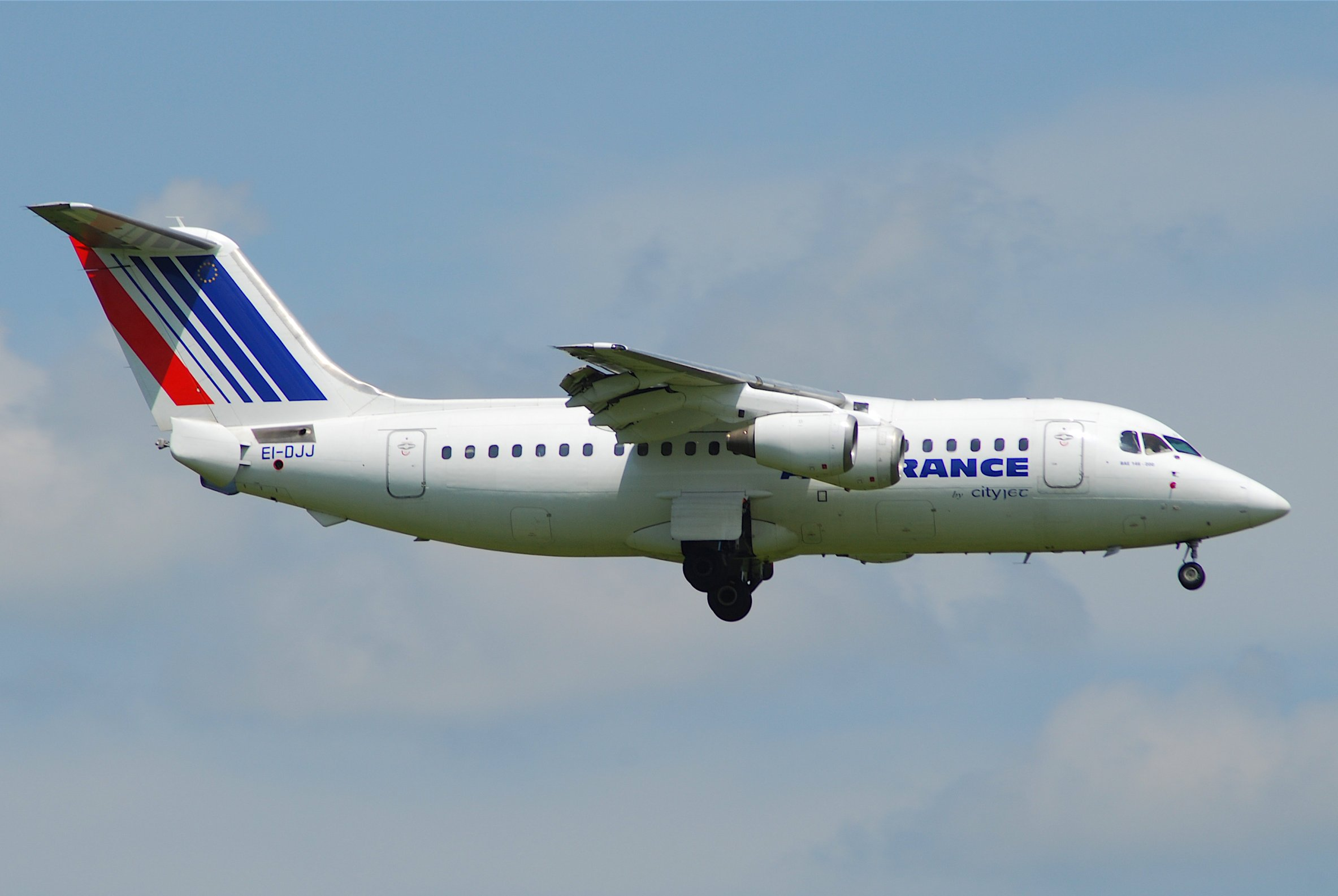
BAe 146-200 EI-DJJ de CityJet pour Air France en 2007.
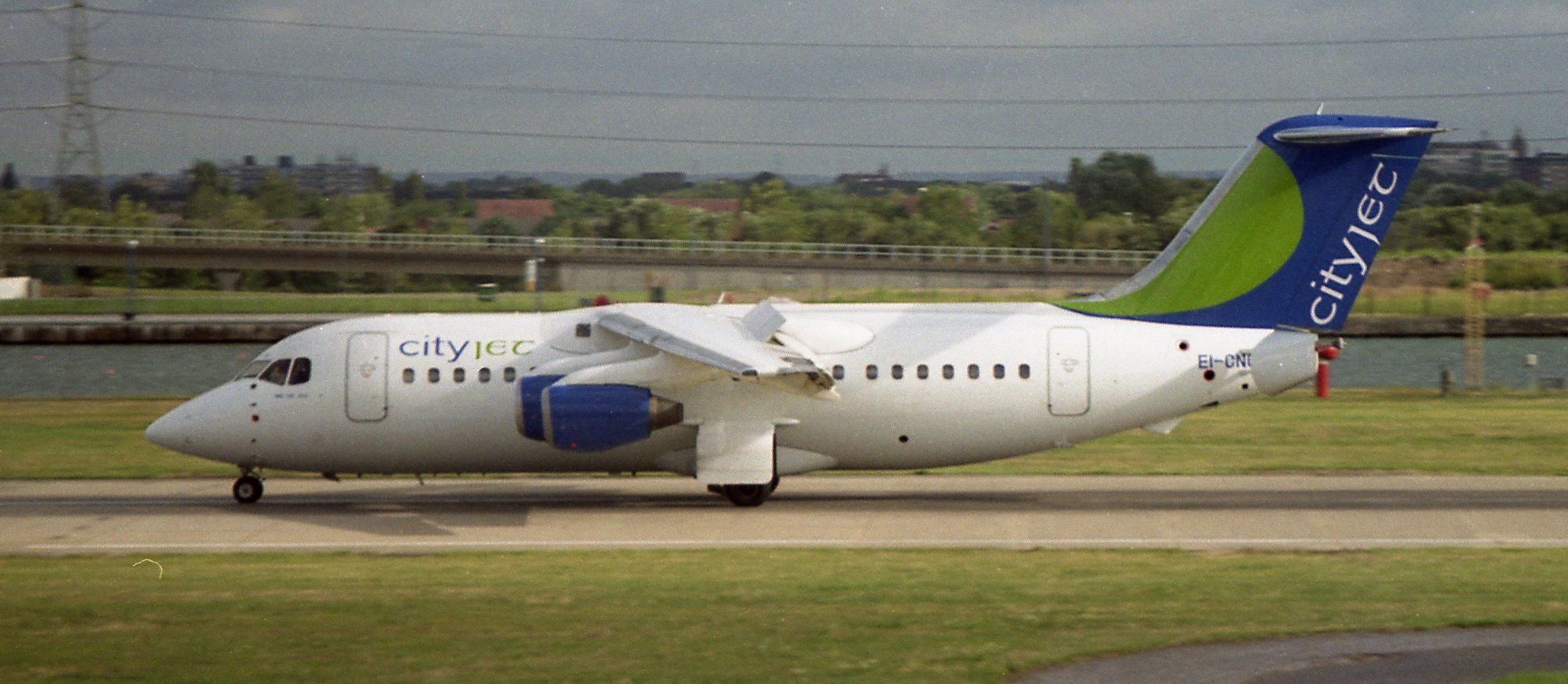
British Aerospace BAe.146-200 EI-CNQ de CityJet en 2008.
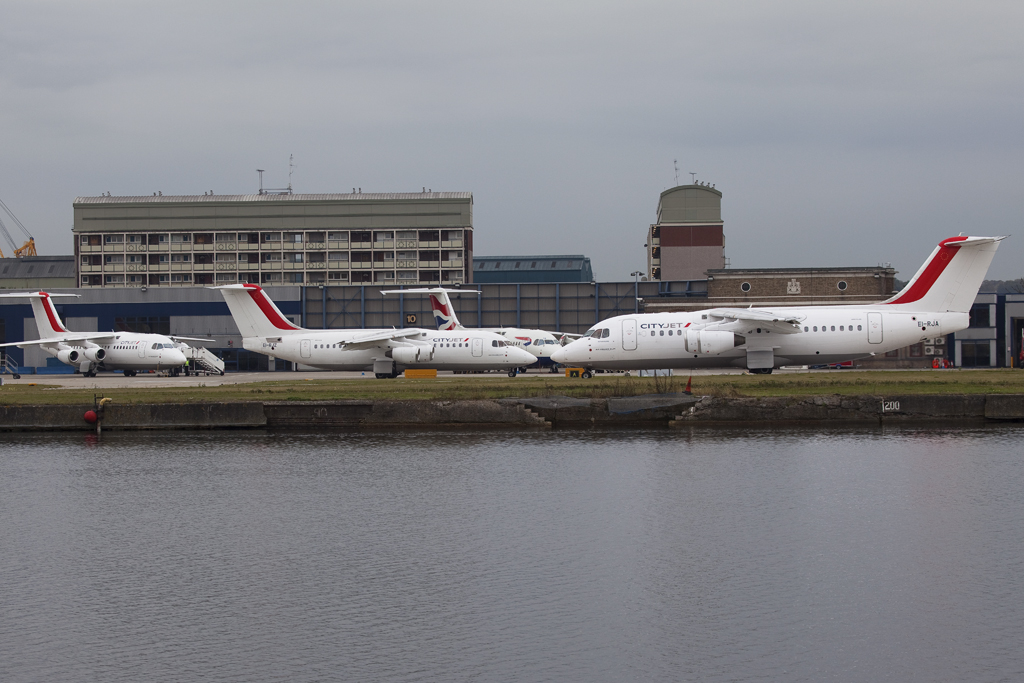
Avions de CityJet à Londres-City en 2009.
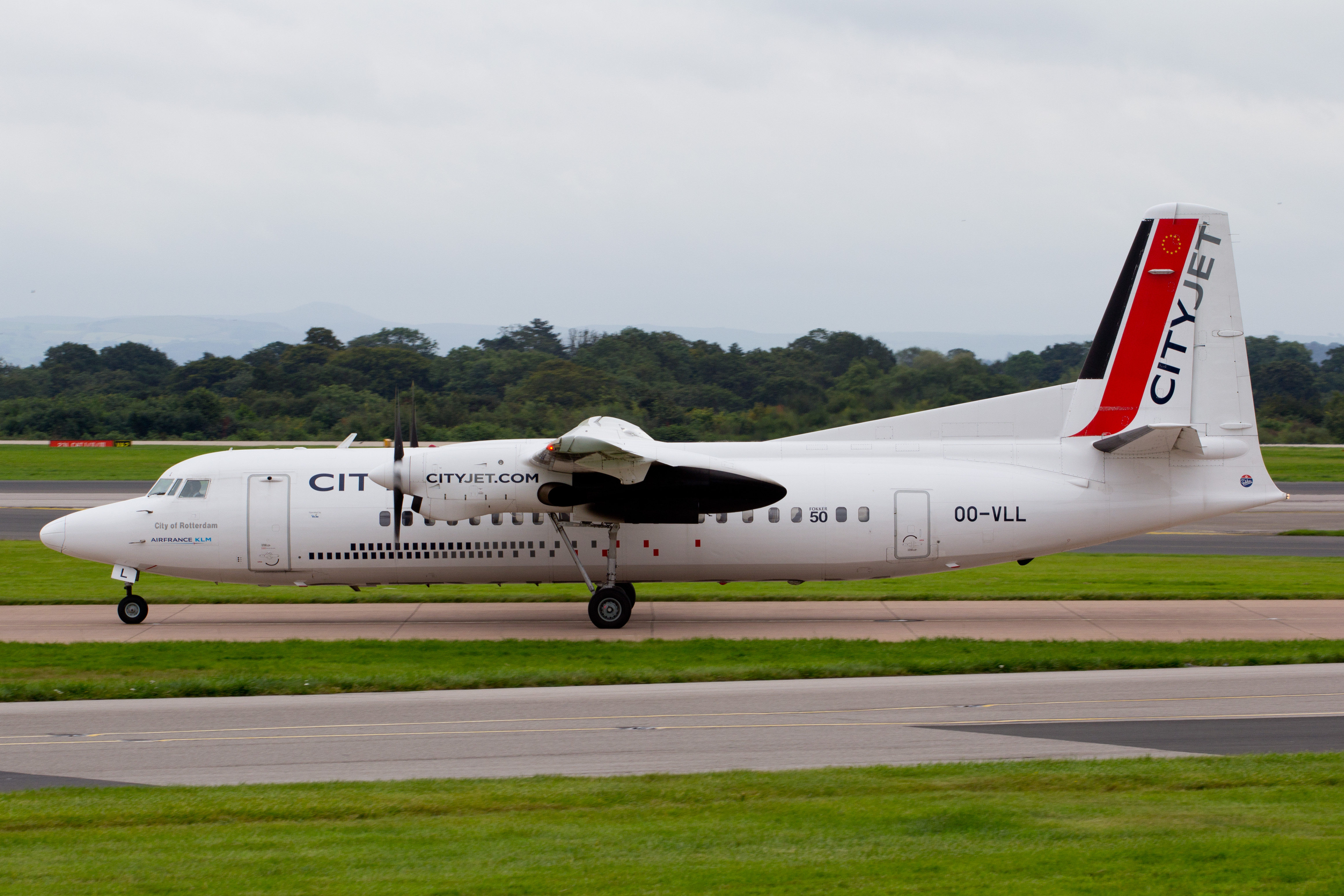
Fokker 50 immatriculé 00-VLL de CityJet.
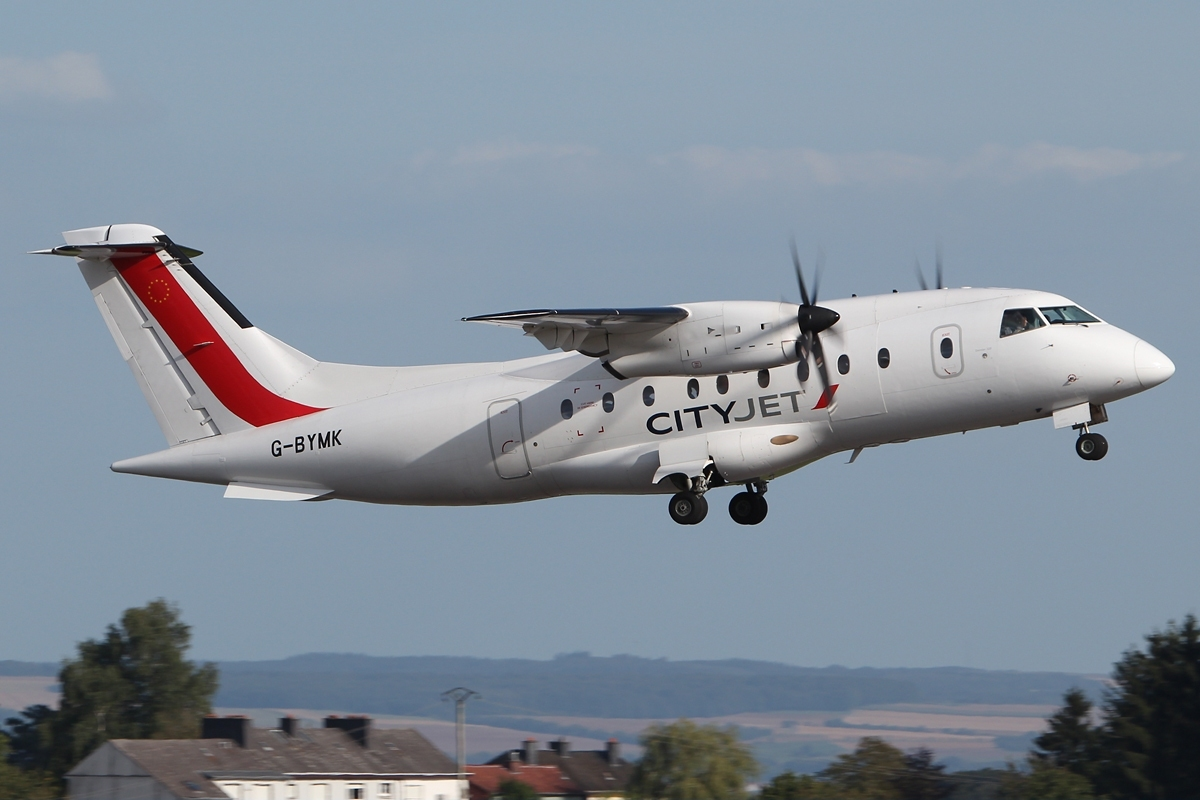
Dornier Do-328-110 de Cityjet (Scot_Airways) immatriculé G-BYMK en 2012.
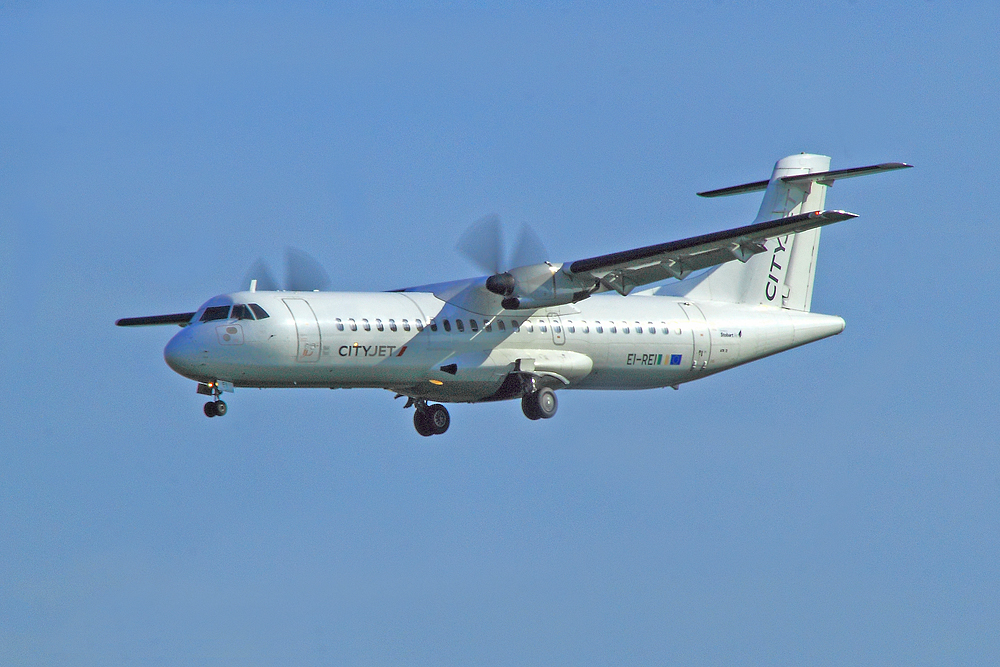
ATR 72-201 EI-REI de CityJet en 2015.
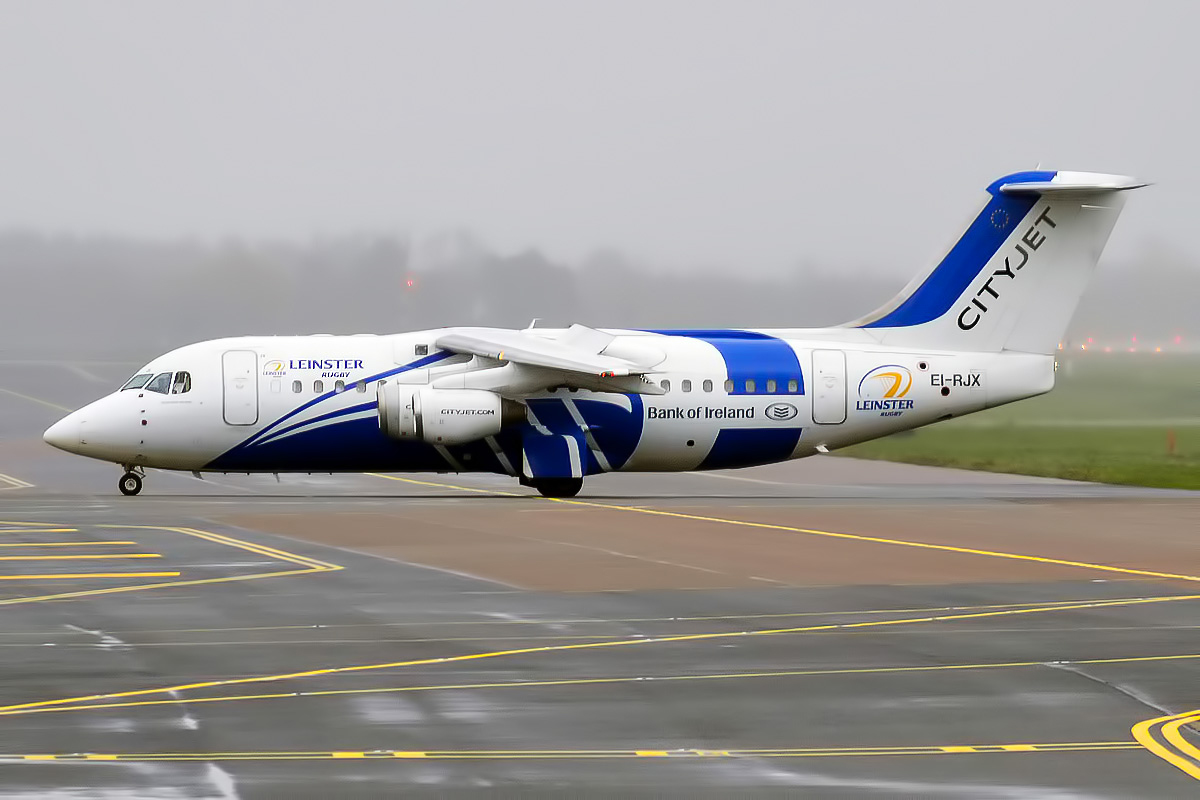
Avro RJ85 EI-RJX de CityJet (livrée Leinster Rugby) en 2017.
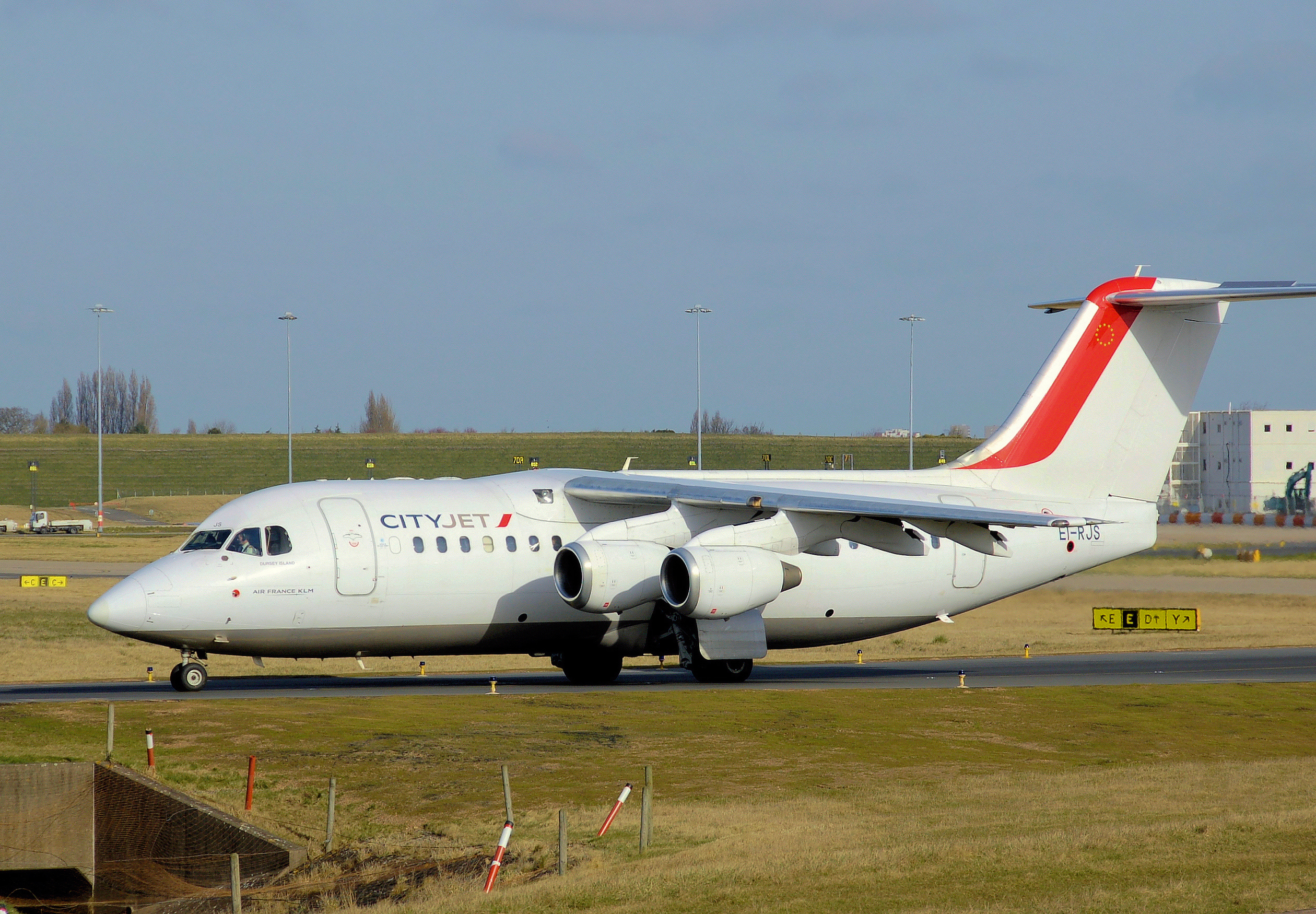
Cityjet BAE-146.
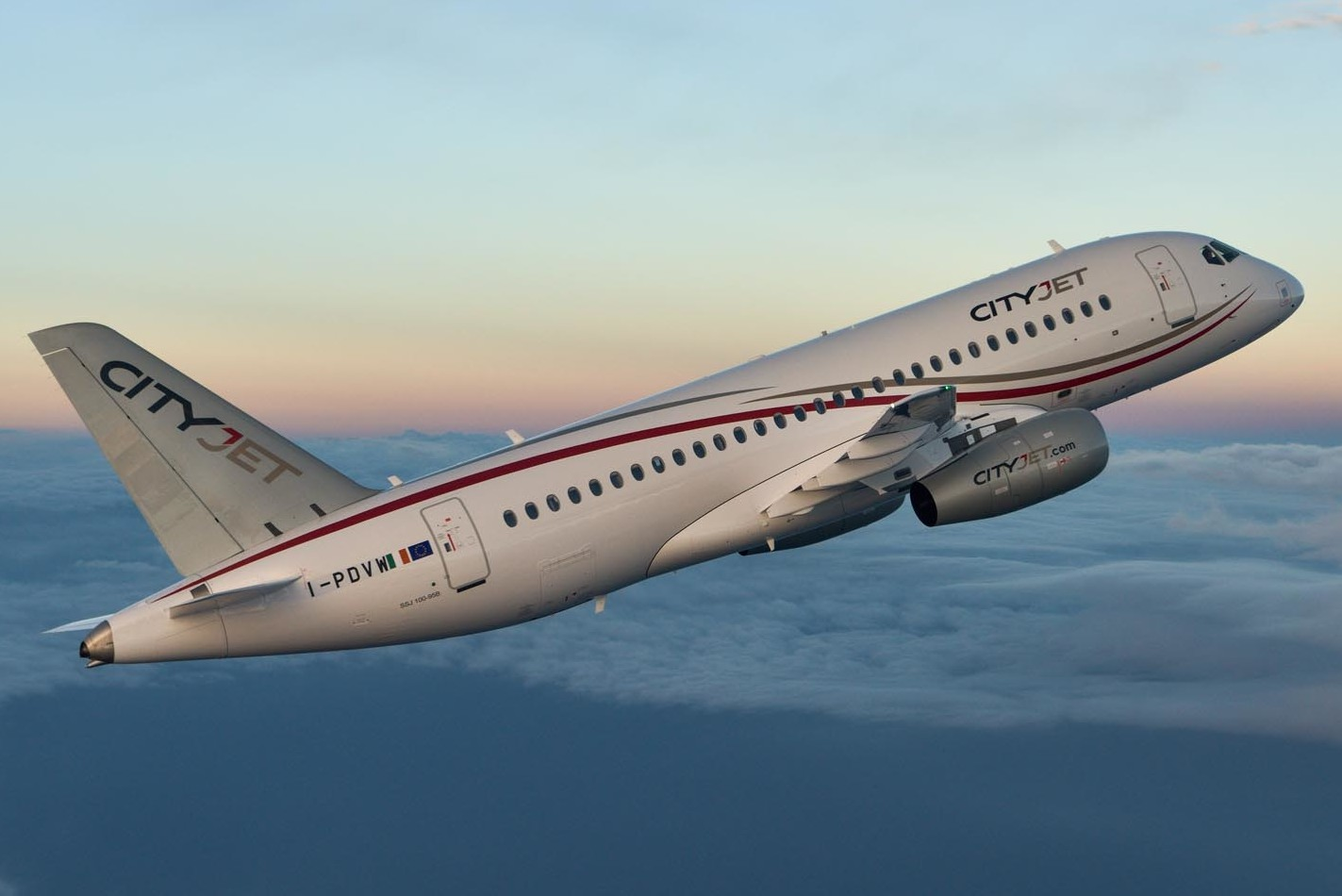
SSJ100 avec la livrée actuelle de CItyJet.
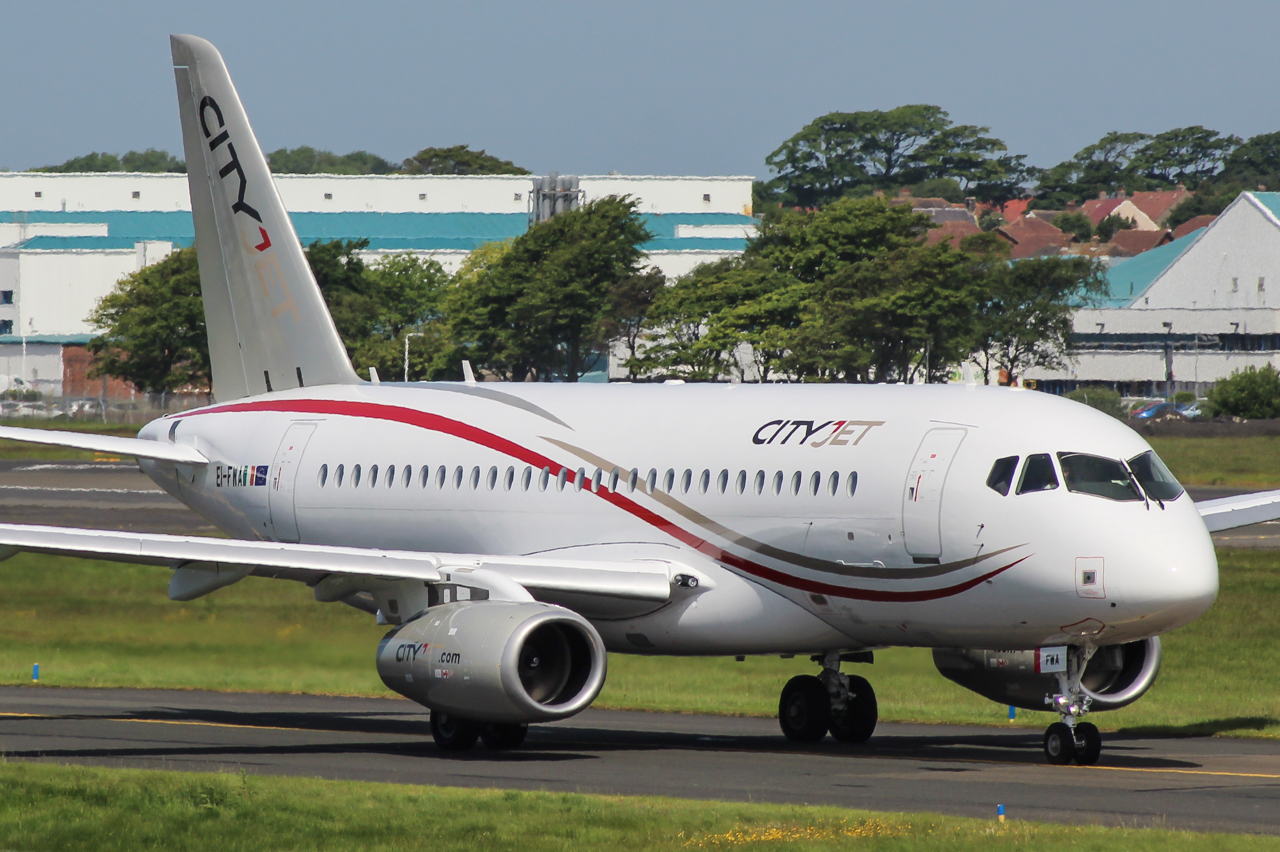
Sukhoi Superjet 100-95B (EI-FWA).
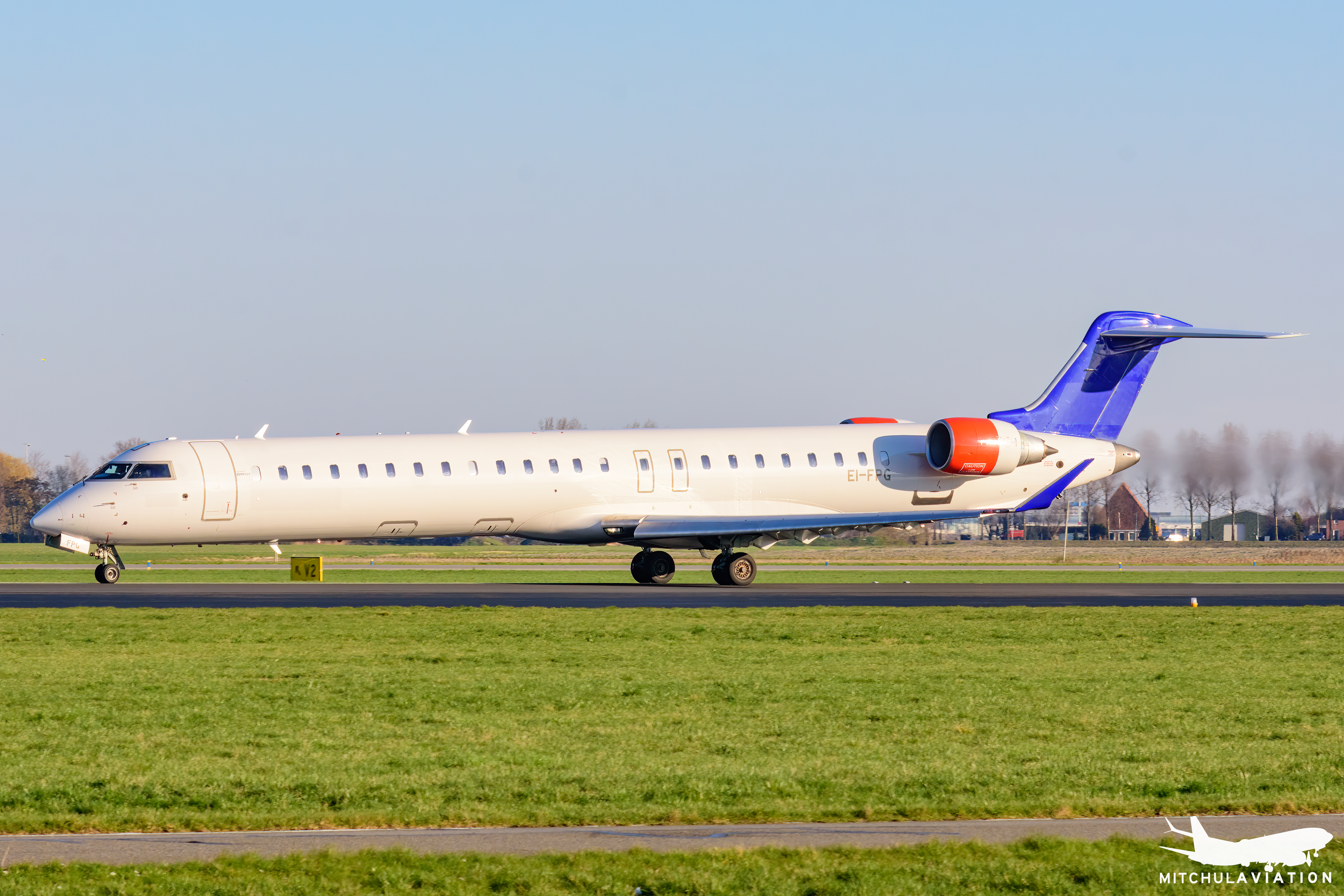
CRJ900 EI-FPG de CityJet pour Scandinavian Airlines System (SAS) en 2023.
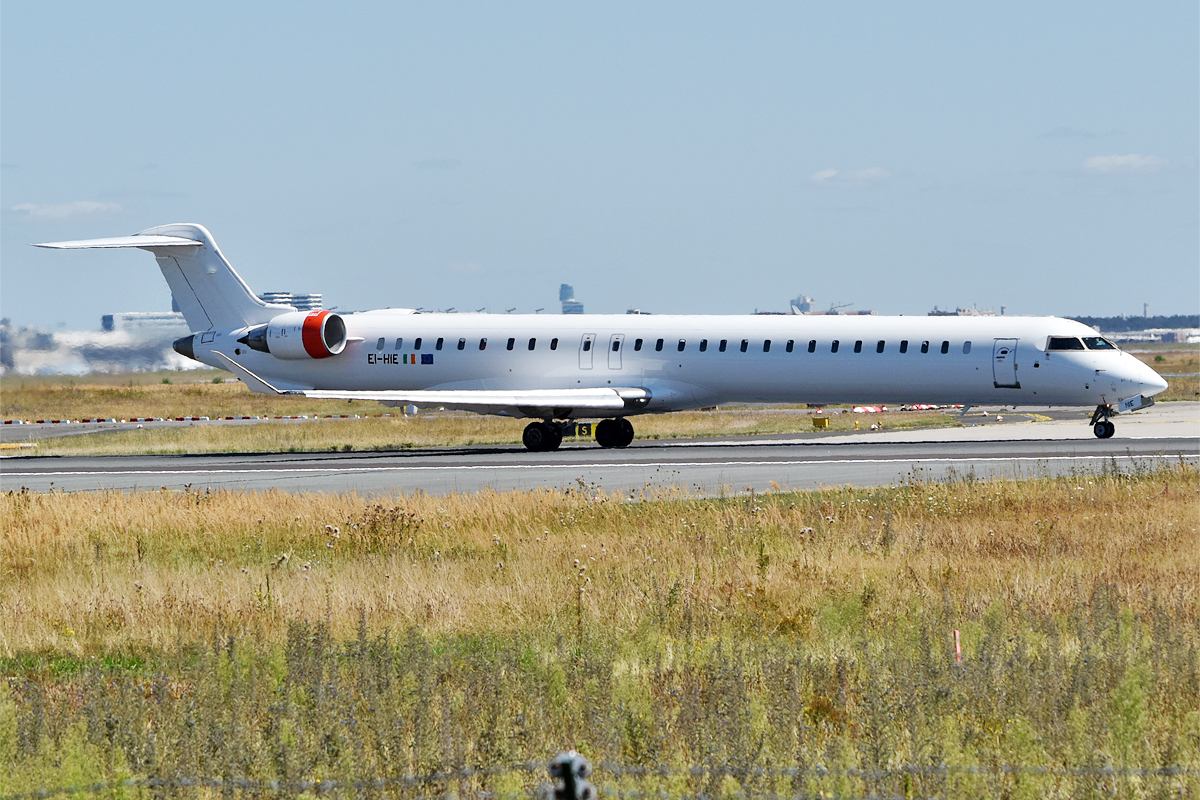
CRJ-1000 de Cityjet immatriculé EI-HIE en 2024.
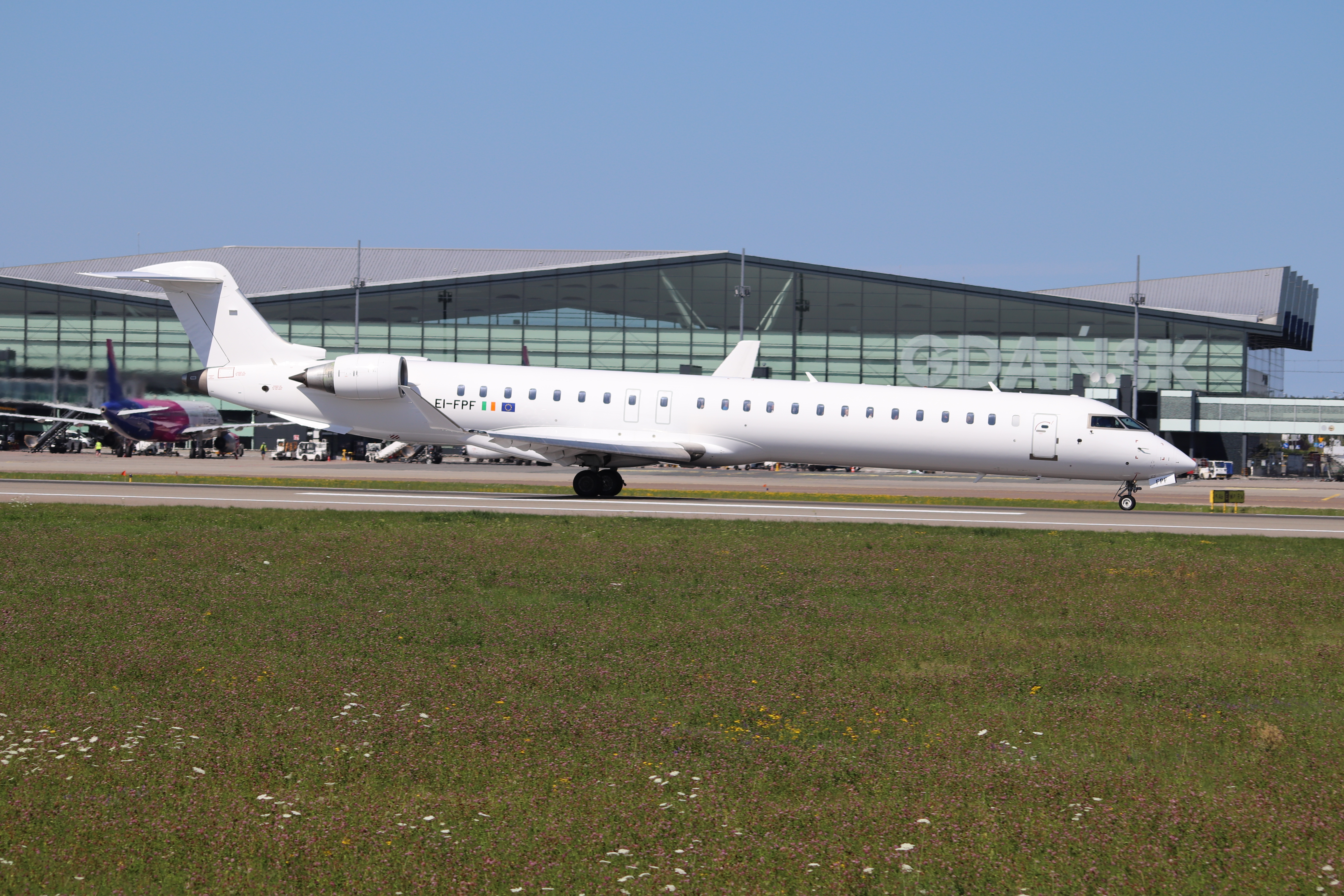
CRJ-900 immatriculé EI-FPF de CityJet en 2004.